# Cellule de Nageotte
 (juin 2011).
La cellule de Nageotte est un hématimètre qui permet de compter le nombre de cellules en suspension dans une solution. Classiquement, elle est utilisée en cytologie urinaire ou pour l'examen du liquide céphalo-rachidien. Elle est prévue pour le dénombrement de liquides pauvres en éléments. Le quadrillage est constitué de larges et longues colonnes. Les mesures du volume élémentaire que représente une colonne permettent de déterminer alors la concentration cellulaire du liquide. Ces mesures sont la profondeur entre lame et lamelle (0,5 mm), la largeur de la colonne (0,25 mm) et la longueur de cette colonne (10 mm). Ainsi le volume de chaque colonne est de 1,25 µl. Les protocoles de comptage indiquent de choisir dès le départ la règle de comptage : les cellules chevauchant uniquement les bords gauche et bas seront prises en compte. Plus de colonnes sont comptées, meilleure est la représentativité du comptage.